# Perfume (együttes)
A Perfume egy japán technopop lánycsapat, melynek tagjai Noccsi (Ómoto Ajano), Kasijuka (Kasino Juka) és Á-csan (Nisivaki Ajaka). A hirosimai együttes 2001 óta létezik, és 2005-ben szerződtek egy nagyobb kiadóhoz. 2012 januárjáig 14 sikeres kislemezt adtak ki a Tokuma Japan Communications gondozásában.
Az együttes producere 2003 óta Nakata Jaszutaka, a Capsule együttes és a Contemode kiadó alapítója. Zenei hangzásviláguk 2005 után erős irányváltást vett az electropop és az electro irányába.

## Története

### 2000–2003: Korai évek, hirosimai megjelenés
2000-ben Nisivaki Ajaka (Á-csan), Kasino Juka (Kasijuka), és Kavasima Júka (Kavajúka) alapították az együttest. Mivel mindhármuk nevében szerepelt a kó (香, ’illat’) kandzsi, Perfume-nek nevezték el önmagukat. Mielőtt azonban a nyilvánosság elé állhattak volna, Kavasima kilépett, mert tanulmányaira kívánt jobban koncentrálni. Nisivaki sürgősen új tag után nézett, így került be a megüresedett helyre Ómoto Ajano (Noccsi). Mindhárom lány a hirosimai színészképzőbe járt, az 1999-ben kezdett évfolyam tagjai voltak.
2002-ben mutatkoztak be Hirosimában az Omadzsinai Perori című dallal, amit még ugyanezen év novemberében a Karesi Bosúcsú követett. A kislemezeket a Momidzsi Label kiadó jelentette meg, és csak Hirosimában árulták. E lemezek ma gyűjtők féltett kincsei, és horribilis árakon cserélnek gazdát.

Egyik tanáruk, Mikiko felfigyelt a lányokra. Szoros együttműködés szövődött közöttük, és innentől a Perfume összes tánckoreográfiája Mikiko nevéhez fűződik.

### 2003–2005: Bee-Hive/indie időszak
2003-ban a végzett lányok Tokió lakosai lettek, több, azóta ismertséget szerzett formációval együtt a Bee-Hive project részeként pedig szerződést kötöttek az Amuse-zal. Ekkor ismerkedtek meg Nakata Jaszukatával, aki azóta egy személyben felelős zenéért, szövegért. 2003 és 2004 közt jelent meg a Sweet Donuts, a Monochrome Effect és a Vitamin Drop című kislemezük a Bee-Hive Records szárnyai alatt. Ekkortájt tartották első néhány élő előadásukat Tokióban. A meglehetősen szerény lemezeladás (pár száz példány) ellenére a menedzseriroda független lemezkiadóhoz igazolta az együttest.

#### Akihabalove
2004 őszétől 2005 nyaráig a lányok átmenetileg Akihabarában laktak. Természetesen belecsöppentek a Akihabalove featuring Perfume x DJ Momo-i elnevezésű kezdeményezésbe, amelynek DJ Momo-i, azaz Momoi Haruko volt a motorja. Ez a kis incidens DVD formájában is napvilágot látott, a dal mellett annak videója is helyet kapott rajta. Mindemellett néha meglepetésszerű utcai "pörformanszokat" tartottak, és előszeretettel nevezték magukat "Akiba-kei idol" -oknak.

### 2005–2007: Megjelenés független kiadónál
2005. szeptember 21-én jelent meg a Perfume első kislemeze a Tokuma Japan Communications bábáskodása közepette Linear Motor Girl címmel. Ez az Oricon slágerlista 99. helyére került fel. Két további trekk, a Computer City és az Electro World követte 2006-ban.
2006. augusztus 2-án jelent meg az első válogatásalbumuk Perfume: Complete Best címmel és néhány új dallal mint pl. a Perfect Star, Perfect Style (パーフェクトスター・パーフェクトスタイル). A lemez az Oricon listáján a 33. helyet szerezte meg, de a második nagylemez megjelenésekor a 25. helyig kúszott fel.
2006. december 20. volt a csak letölthető Twinkle Snow Powdery Snow megjelenésének napja. A dal később feltűnt a Fan Service: Sweet kislemezen is. Rá egy nappal a Perfume koncertet adott a Haradzsuku Astro Hallban. A koncertet rögzítették, és később Fan Service (Bitter) címmel dobták piacra.

### 2007–2008: Game korszak, a siker kezdete
Miközben a Bee-Hive-ból csaknem mindenkit kirúgtak, a lányokat is fenyegette annak a veszélye, hogy "mehetnek vissza a balettbe ugrálni". 2007 februárjában jelent meg a Fan Service (Sweet), a "B oldalán" egy vidám táncdalocskával. A Chocolate Disco felkeltette a J-pop iparban jól ismert Kimura Kaela figyelmét, aki sűrű rotációval kezdte azt játszani rádióműsorában. Ott hallotta meg Akira Tomocugi reklámszakember, és fejébe vette, hogy a következő tévés reklámjában a Perfume szerepelni fog. Így is lett, a lányok hamarosan az NHK szelektív hulladékgyűjtést népszerűsítő kampányának részévé váltak a még friss és ropogós Polyrhythm című számukkal együtt. A reklám révén jelentős ismertségre tettek szert, ez indította el a Perfume-t a siker csillogó útján. A koncertek már telt ház előtt zajlottak, és a Perfume lett az első lányformáció, amely fellépési lehetőséget kapott a Summer Sonic elnevezésű fesztiválon. 2007. szeptember 12-én került a boltokba a Perfume tizedik kislemeze, a Polyrhythm, az Oricon napi slágerlistáján a negyedik, a hetin pedig a hetedik helyet megszerezve.
2008-ban a siker folytatódott: Baby Cruising Love/Macaroni. A kislemez harmadik lett az Oricon heti listáján és hozzávetőleg 50 000 példányban fogyott. 2008. április 16-tól vált hozzáférhetővé a Perfume első nagylemeze, a Game, amely az Oricon listáján az élre tört megjelenésekor. Ezzel a Perfume megismételte azt, amit a Yellow Magic Orchestra Naughty Boys című lemeze 1983-as megjelenése óta senki nem tudott megtenni. Az album megjelenésével egyidőben a Perfume: Complete Best, Polyrhythm, és Baby Cruising Love/Macaroni kislemezei újból felkerültek a slágerlistákra. a Game-ból 450 000 példány talált gazdára, ezzel dupla platinalemez lett.
A megjelenést követően jelentették be a lányok az első turnéjukat, a 10 állomás összes jegye elkelt. Az utolsó koncerten a Perfume meghirdette következő jelentősebb megjelenését, a tekintélyes Nippon Budókanban tartandó két napos show-t.

### 2008–2009: Triangle korszak

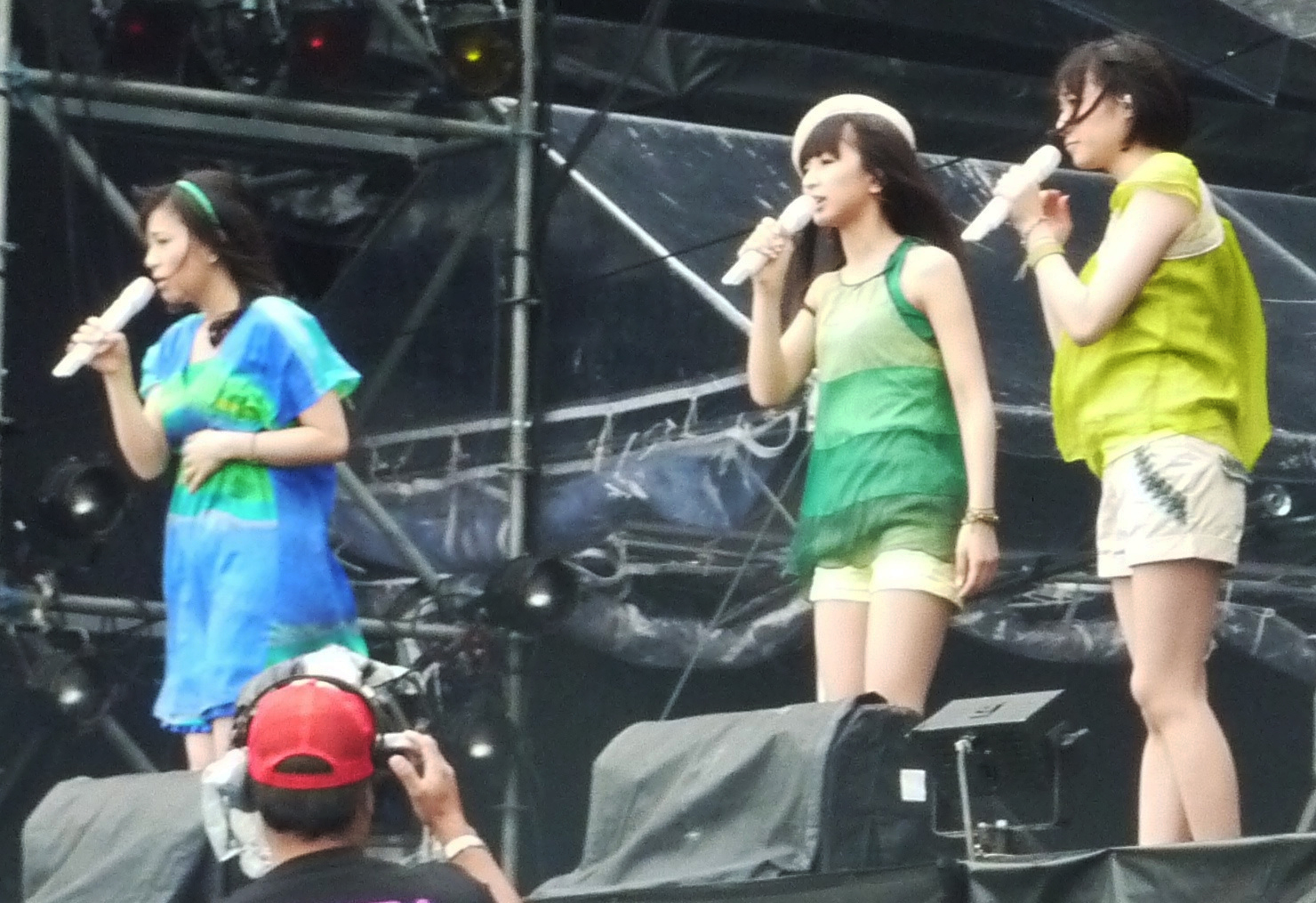
Perfume 2009

A Love the World 2008. július 9-i megjelenésével az első elektropop dal lett, ami a slágerlista első helyén nyitott. 2008 októberétől juthattak a rajongók a Game turné DVD lemezéhez, akik elég sokan voltak ahhoz, hogy a megjelenéskor olyan prominens művészek maradjanak le a dobogó legfelső fokáról, mint Kóda Kumi és Amuro Namie. A Game turné végén beharangozott 2 napos show-t, melynek helyszíne a Budókan volt, november hatodikán és hetedikén tartották, ez utóbbit Perfume "Budoukaaaaaaaaaan!!!!!" címmel. Ezt követte egy újabb látványos koncert a híres Jojogi Nemzeti Sportcsarnokban Disco!Disco!Disco! címmel. 2008 vége felé került a boltokba a Perfume tizenharmadik kislemeze, a Dream Fighter. Az évet az NHK 59. Kóhaku uta gasszen című szilveszteri műsorának vendégeként zárták.
2009. március 25-én jelent meg a Perfume 14. kislemeze One Room Disco címmel, és rögtön elfoglalta a neki járó első helyet a slágerlistákon. Áprilisban került adásba a Perfume no Cahandelier House elnevezésű műsor, amelyben a lányok mulatságos helyzetgyakorlatokat végeztek. 2009. július 8-án az együttes kiadta a második, Triangle című nagylemezét. A várakozásoknak megfelelően ez az album is a slágerlisták élén nyitott, a rajongók 300 000 példány raktározását oldották meg saját hatáskörben. A megjelenést belföldi turné követte.

### 2010–2011: Tengerentúli szárnypróbálgatások/JPN korszak
2010-ben került a boltokba a slágerlistákon pedig a második helyre a Fusizen na Girl/Natural ni Koisite. Ismét turné következett, ezúttal csak a rajongói klub tagjainak: Perfume 10th Anniversary Fan Club Tour. Itt jelentették be az 1 2 3 4 5 6 7 8 9 10 11 címmel ellátott, Tokyo Dome-ba tervezett születésnapi nagykoncertjüket. Pepsi NEX reklámot forgattak ezt követően, amelyhez Nakata feldolgozott egy darabot a The Cardigans Lovefool című dalának refrénjéből. Augusztus 11. én ünnepelték fennállásuk tizedik évfordulóját, ez alkalomból adták ki a Voice kislemezt, amely részlete egy Nissan reklám zenéje lett. A lemez B oldali dala, az 575 a KDDI Light Pool telefonjának reklámfilmjében tűnt fel.
November 3-án került sor a Tokyo Dome-ban a születésnapi show-ra. A jegyek megjelenésük napján elfogytak, és a további jelentős igény miatt nem tervezett helyeket is eladtak. A lányok 50 000 rajongójuk előtt léptek álmuk színpadára. Ezen a helyszínen másodszor fordult elő, hogy csak lányokból álló zenekar lépett fel. Először a Speed tette ezt. A koncert végén tudatta az együttes a világgal, hogy a Chemistry R&B duóval együtt képviselik Japánt a Mnet Asian Music Awards-on, ami egy zenei verseny Makaóban. 2010. november 10-én jelentették meg a Nee című kislemezüket, amely a Natural ni Koisitével együtt kapcsolódik a Natural Beauty Basic ruhagyártóhoz. A single a második helyen nyitott, és az eddigi legmagasabb eladását produkálta az első héten 85 164 példánnyal. November 28-án a Perfume megnyerte a legjobb ázsiai előadó díját (Best Asia Artist Award) a makaói Mnet Asian Music Awards-on az előadott Nee-vel és Chocolate Discoval. Ez volt az első tengerentúli megjelenésük. 2011. február 9-én vált elérhetővé az 1 2 3 4 5 6 7 8 9 10 11 koncert DVD változata Kesszei 10 Súnen, Major Debut 5 Súnen Kinen! Perfume Live at Tokyo Dome "1 2 3 4 5 6 7 8 9 10 11" címen. Szintén februárban tűnt fel a Kirin cég Csu-hi Hjokecu alkoholos üdítőitalának zenéjeként a Laser Beam. A Kaszuka na Kaorival együtt dupla A oldalas kislemez megjelenési időpontja április 20. lett volna, azonban a 2011-es tóhokui földrengés és szökőár bekövetkezte miatt csak május 18-án jelenhetett meg.
2011-ben a Polyrhythm a Pixar által készített animációs film, a Verdák 2. betétdala lett és a film zenei albumára is rákerült. A filmlészítők meghívására a Perfume részt vett a Verdák 2 2011. június 18-i bemutatásán Los Angelesben. Glitter című dalukkal újabb Kirin reklámban szerepeltek.
2011. szeptember 5-én jelentették be hogy november 30-án megjelentetik a következő, negyedik albumukat, amely a JPN címet kapta. Az album megjelenése előtt adták ki a Spice kislemezt, amelynek a B oldalán kapott helyet a Glitter.
2011. október 15-én az AAA és a Perfume képviselte Japánt a 2011 Asia Song Festivalon amelynek Daegu városa (Dél-Korea) adott otthont.

### 2012: Kiadóváltás
2012. február 28-án látott napvilágot a hír miszerint az együttes a Universal Music Japanhoz igazol, hogy tengerentúlon is működhessen. A bejelentés kitért arra is hogy a JPN album elérhetővé vált 50 országban (köztük Magyarországon is) az iTunes Store-on, illetve az új weblapindulására. Az Universal Music Japan bejelentette, hogy a Perfume kiadója az Universal J.
Az első kislemez az új kiadó alatt a Spring of Life volt, a megjelenés dátuma 2012. április 11.
Az együttest választották házigazdának a 2012-es MTV Video Music Awards Japan gálaműsorába, amely a csibai Makuhari Messze épületében volt 2012. június 23-án. Ugyanezen a napon jelentették be az első külföldi turnét is, ami Hong-kong, Taiwan, Szingapúr és Dél-Korea érintésével zajlott. Szintén 23-án látott napvilágot a hír miszerint megjelenik a Perfume Global Compilation LOVE THE WORLD című válogatásalbum, amit kifejezetten külföldi terjesztésre szántak.
A Perfume képviselte Japánt az ABU TV Song Festival 2012 gálaműsorban, amit 2012. október 14-én tartottak a dél-koreai Szöulban, a KBS Concert Hall-ban.

## Diszkográfia
- Perfume: Complete Best (2006)
- Game (2008)
- Triangle (2009)
- JPN (2011)
- Level3 (2013)

## Fordítás
- Ez a szócikk részben vagy egészben a Perfume (group) című angol Wikipédia-szócikk ezen változatának fordításán alapul.  Az eredeti cikk szerkesztőit annak laptörténete sorolja fel. Ez a jelzés csupán a megfogalmazás eredetét és a szerzői jogokat jelzi, nem szolgál a cikkben szereplő információk forrásmegjelöléseként.